# Johannes Holst (Maler)
Johannes Holst, auch Joh's Holst (* 22. Oktober 1880 in Hamburg-Altenwerder; † 5. Juli 1965 ebenda), war ein deutscher Marinemaler.

## Leben
Johannes Holst wurde auf der Elbinsel Altenwerder geboren. Er besuchte die Volksschule und begann im Alter von vierzehn Jahren eine Malerlehre in Hamburg-Finkenwerder. Dort unterrichtete ihn Hinrich Paul Lüdders (1826–1897). Holst orientierte sich ferner an Jack Spurling (1870–1933), Anton Melbye und Hugo Schnars-Alquist. Im Jahr 1903 bekam er einen Vertrag mit der Kunsthandlung Commeter, der ihm zahlreiche Aufträge von Reedereien und Segelvereinen verschaffte. Holst war für seine detailgetreuen Schiffsporträts bekannt. In rund siebzig Jahren schuf er nach Schätzung seines Biographen Walter König mindestens 2500 Schiffsbilder. Daneben baute er auch Musikinstrumente.
Werke Holsts finden sich im Altonaer Museum, ferner in Museen in Bremerhaven, Kiel und Prerow. Allein Schiffsporträts der Pamir von der Hand Holsts befinden sich in mindestens drei Museen.